# 武田信繁 (安芸武田氏)
武田 信繁（たけだ のぶしげ）は、室町時代の武将。安芸分郡守護で佐東郡・安南郡・山県郡守護。安芸武田氏第4代当主。2代当主武田信在の子で3代当主武田信守の弟（子とも）。信栄、信賢、国信、元綱らの父。

## 生涯
家督を継いだ時期は不明だが、応永29年（1422年）に従五位下叙任及び安芸佐東郡守護に任命されているため、継承はこの頃からとされている。永享2年（1430年）に安南郡・山県郡の守護にも任じられ、安芸一国ではなかったが中央部を領有する分郡守護となった。
永享3年（1431年）、周防・長門守護大内盛見が少弐満貞・大友持直に討ち取られ、室町幕府6代将軍足利義教は安芸国人衆に出陣命令を出したが、信繁と幕府奉公衆小早川則平は安芸守護山名時熙の命令に従わなかったため、義教の直接命令で翌4年（1432年）に嫡子信栄を引き連れて九州に向かった。これは安芸武田氏が外様衆の格式を有していたため、守護の直接的な下知を受ける立場になかったことを示しているとされる。しかし、永享5年（1433年）に無断で帰国したことを義教に咎められ、管領細川持之の仲介で許された。永享9年（1437年）の大和永享の乱でも安芸の軍勢を率いて大和に出陣した。
永享12年（1440年）、信栄は義教の密命に従って5月に若狭守護識の一色義貫を討ったものの、7月に没した。そのため、次男の信賢に家督と安芸分郡守護職も譲るが、信栄の功績によって信賢は若狭守護職にも任じられる。信賢は若狭の支配に取り組むことが多かったため、信賢に代わって引き続き信繁が安芸分郡の支配に務めた。
だが、安芸東部の東西条（現在の東広島市）を領有していた大内氏が文安4年（1447年）に安芸に侵攻、安芸武田軍と大内軍が衝突する。また、長禄元年（1457年）3月には、厳島神社神主佐伯親春が信繁との所領争いで舅の大内教弘を頼ったため教弘が安芸に再侵攻し、居城の佐東銀山城と己斐城を攻め込まれるが、幕府の命令を受けた毛利煕元・小早川煕平・吉川之経らの救援で落城を免れた。寛正2年（1461年）には幕府から教弘に代わって東西条を与えられたが、反発した教弘・平賀弘宗・小早川盛景らが東西条に出陣、細川勝元の支持を受けて小早川煕平と共に大内軍と戦った。
寛正6年（1465年）11月1日に死去。享年76。信繁の死後は、元綱が安芸分郡の支配を継承した。